# مرضیه صدقی
مرضیه صدقی پرتاب‌گر وزنه و نیزه ایرانی است که در بازی‌های آسیایی ۲۰۱۰ گوانگ‌ژو چین موفق به کسب یک نشان طلا در پرتاب نیزه و یک نشان نقره در پرتاب وزنه، شده بود.

## پارالمپیک ۲۰۱۲ لندن
وی در پارالمپیک تابستانی ۲۰۱۲ لندن در رشته پرتاب وزنه در کلاس اف ۵۴، دهم شد.